# Papyrus 29
Papyrus 29 (nach Gregory-Aland mit Sigel {\displaystyle {\mathfrak {P}}}29 bezeichnet) ist eine frühe griechische Abschrift des Neuen Testaments. Dieses Papyrusmanuskript der Apostelgeschichte enthält nur die Verse 26,7–8+20. Mittels Paläographie wurde es auf das frühe 3. Jahrhundert datiert.

## Beschreibung
Der griechische Text des Kodex ist eklektisch. Grenfell und Hunt stellten seine Übereinstimmung mit dem Codex Bezae, 1597 und anderen altlateinischen Handschriften fest. Gemäß Kurt Aland repräsentiert er einen „freien Text“ und wurde in Kategorie I eingeordnet. Doch gemäß Bruce M. Metzger und D. Alan Black könnte die Handschrift dem Westlichen Texttyp zugeordnet werden, „doch ist das Fragment zu klein, um bezüglich seines Textcharakters sicher zu sein“.
Es wird zurzeit in der Bodleian Library, Gr. bibl. g. 4 (P) in Oxford aufbewahrt.